# Драгомир Драганов (телевизионен водещ)
Вижте пояснителната страница за други личности с името Драгомир Драганов.
Драгомир Драганов е български телевизионен водещ, журналист, шоумен и певец, сред големите колекционери в България на плакати, афиши и рекламни листовки за българския цирк. Колекцията му наброява над 10 000 плаката и близо 5000 програми от представления на български и световни циркове.
От малък има влечение към цирка и българската поп музика, в резултат на което записва три албума в по-зрелите си години и създава виртуален музей на българското цирково изкуство. Дълги години е приятел с Лили Иванова и записва дуетна песен с нея.

## Биография
Драгомир Драганов е роден на 22 януари 1971 г. в София. Завършва 95 СОУ „Проф. Иван Шишманов“ в София, а по-късно учи и в Софийския университет, специалност „Предучилищна педагогика“.
От 1992 г. работи в Българската национална телевизия. Заедно с колегата си Георги Крумов основава предаването „Частен случай“, в което Драганов е репортер.
От 2000 г. е водещ на предаването „Чай“. След като през 2007 г. предаването е свалено от ефир, Драганов става водещ на българската Евровизия, а по-късно – и на нощния блок „Полет над нощта“. През 2012 г. умира режисьорът на предаването Хачо Бояджиев, малко след това е спряно от ефир.
От 2010 г. Драгомир Драганов е директор на „Софийски цирк на сцена“ в читалище „Цар Борис III“.
През 2015 г. основава първия виртуален музей за българско цирково изкуство, наречен Bgcircus.
От септември 2019 г. до 3 октомври 2021 г. е водещ на „БНТ на 60“ – проект, който е посветен на 60-годишнината на Българската национална телевизия. От април до май 2020 година заедно с Нора Шопова са лица на предаването „Питай БНТ“.
Участва в 1 епизод на музикалното предаване на Нова телевизия „Маскираният певец“ като гост-участник в ролята на Кукерът.

## Дискография
- Искам те за мен (2000)
- Ако си ангел (2005)
- След теб (2009)